# Jacky Imbert
Pour les personnes ayant le même patronyme, voir Imbert.
Jacques Imbert dit Jacky Imbert, né le 30 décembre 1929 à Toulouse et mort le 11 novembre 2019 à Aix-en-Provence, est un criminel français, considéré comme l'un des derniers parrains de Marseille.
Celui qui est également connu sous les pseudonymes « Jacky le Mat » (« le fou » en provençal ou la figure du fou au tarot marseillais), « le Matou », « le Pacha », « l'Immortel » ou « Ben Hur »,, commence sa carrière au début des années 1950 au sein de la bande des « Trois Canards », où il rencontre Gaetan Zampa et Francis le Belge, eux aussi futurs parrains de Marseille. Il s'installe à Marseille vers 1965 et aurait pris part pour le compte de Zampa à la prise du contrôle de l'empire Guérini, après la mort d'Antoine Guerini, assassiné en 1967.
Parallèlement, il fonde un haras avec l'acteur Alain Delon. Il devient entraîneur et driver en trot attelé, gagne notamment le Prix de la Côte d'Azur et devient champion de France  en 1973. Mais, la même année éclate l'affaire des paris truqués du Prix « Bride abattue » qui le fera radier des champs de courses en 1977.
Imbert s'oppose ensuite à son ancien patron, Zampa, au sujet du racket et du contrôle des casinos sur la Côte d'Azur. Il se pourrait donc que ce dernier soit le commanditaire de sa tentative d'assassinat le 1er février 1977. Imbert survit. Il s'ensuit une série de règlements de comptes qui durera jusqu'en 1987. Cet épisode est appelé par la police « la guerre de cent ans du milieu marseillais ».
Par la suite, il décide de se ranger et prend la direction d'un petit chantier naval sur les îles du Frioul, mais son passé le rattrape dans les années 2000. En 2004, il est mis en cause et incarcéré dans une affaire présumée de trafic de cigarettes avec la mafia russe, mais sera finalement mis hors de cause. En 2006, il est condamné à quatre ans de prison pour une série d'extorsions de fonds auprès d'un marchand de biens et d'établissements de nuit. Il fait appel et obtient une reduction de cette peine en 2008.

## Biographie

### Jeunesse

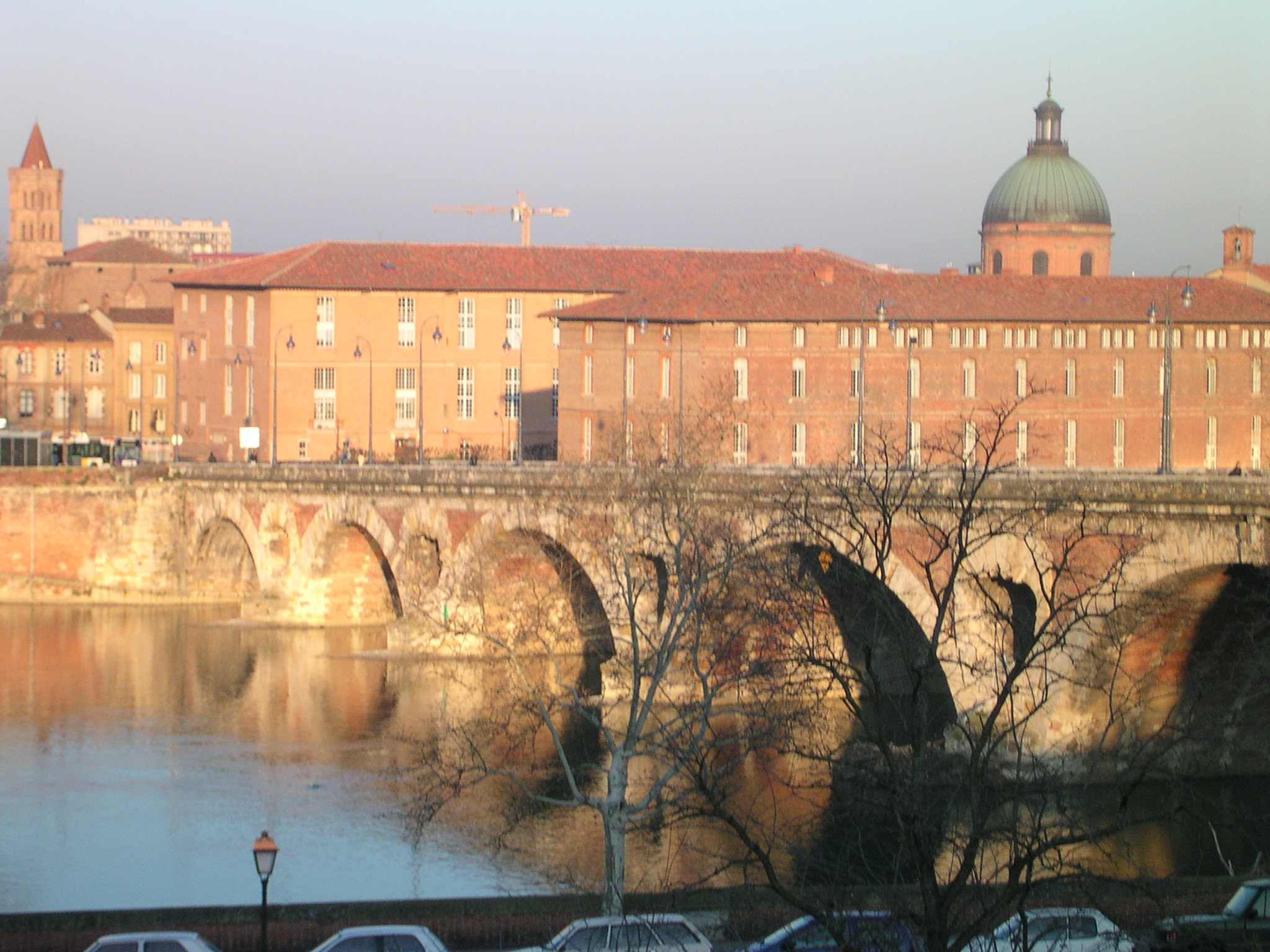
Toulouse, vue du Pont-Neuf depuis les quais de Tounis.

Jacques Imbert est né le 30 décembre 1929 à Toulouse, d'un père passionné d'opéra, ouvrier dans l'aéronautique. Il commence à gagner sa vie en ramassant de la ferraille. En 1947, Il est condamné à cinq ans de prison, mais n'en fait que deux, pour avoir frappé l'amant de sa belle-mère dans un bar de Montpellier. À propos de sa condamnation, il déclarera des années plus tard : « … La prison, c'est l'endroit où j'ai rencontré le plus grand nombre d'enfoirés, de minables, de ratés. Mais je me suis trouvé en cellule avec un vrai dur… ». Ce « dur » en question est Auguste Méla dit « Gus le Terrible ». Il prend le surnom de Jacky le Mat, le fondu ou le fou, dans l'argot de l'époque. En 1948, il passe un an au 15e régiment de tirailleurs sénégalais à Oran, en Algérie. Il est réformé pour caractère incompatible avec les règlements militaires.

### Les années avec «les Trois Canards» puis «lieutenant» de Gaëtan Zampa
Au début des années 1950, il est présenté à la Bande des Trois Canards, du nom de leur cabaret rue de La Rochefoucauld à Paris dans le 9e arrondissement. Cette bande est spécialisée dans le casse et le braquage, mais surtout le racket. L'endroit est aussi connu pour sa cave où les personnes rétives au racket sont travaillées à la moyenâgeuse. Sauf que dans les faits, aucune cave n'a jamais été retrouvée. Est-ce une légende urbaine ou a-t-elle été rebouchée ? Nul ne le sait. En 1958, c'est au sein de cette bande, essentiellement formée d'Italiens de Marseille, qu'il rencontre un autre futur caïd marseillais : Tany Zampa. Les deux hommes se lient d'amitié. Les Trois Canards : c'est aussi Marius Bertella, patron du bar rue de la Rochefoucauld à Paris 9e, Gégène le Manchot et Gaétan Alboréo. C'est parmi eux que le jeune Jacques Imbert apprend les ficelles du métier. Il devient un élément central de l'équipe grâce à son sang-froid et sa détermination d'expert.
La vie du Mat, à cette époque, se résume à une accumulation de sensations fortes. Lorsqu'il travaille, il est cascadeur, expert en conduite automobile. Il participe à des courses automobiles sur les quais du Vieux Port, aime faire des dérapages contrôlés sur la Place de la Concorde à Paris et relève toutes sortes de défis. Comme le jour où il traverse à la nage un bras de mer au large de Marseille, du Canal du Rove à la Pointe Rouge, les deux points les plus éloignés de Marseille. Il flambe et passe pour être un homme à femmes, deux mariages et six maîtresses. En 1961, la police le coince pour proxénétisme. Il est condamné à 6 mois de prison à Oran dans cette affaire qui implique aussi Raymond Infantes, le baron de nombreux bordels d'Oran. Ce dernier fait jouer ses réseaux pour échapper à la prison, en oubliant « le Mat », qui ne lui pardonnera pas.
Certains actes permettent à Imbert d'asseoir sa réputation d'homme dangereux. Quelques mois après sa sortie de prison, il enlève Infantes. Le Mat, à bord d'un avion Cessna qu'il pilote lui-même, traverse la Méditerranée de nuit, kidnappe le pied-noir, le ramène dans une chambre d'hôtel à Marseille, le torture et le somme de payer une rançon de 500 000 francs (810 000 € de 2018) en échange de sa liberté. Effrayé, Infantes se soumettra. C'est ce magot qui aurait permis au Mat de s'installer à Marseille. Après la connaissance de Zampa, le Mat, tout en restant dans les Trois Canards, se met à faire des affaires à Marseille. Il crée sa propre équipe d'une vingtaine de truands sous ses ordres. Chef de bande incontesté, il évolue sous la houlette de Zampa mais reste indépendant vis-à-vis de lui. Il s'associe aussi avec l'ancien commissaire Robert Blémant. Le 14 avril 1963, un caïd des jeux parisiens, Jean-Baptiste Andréani, reçoit deux coups de fusil de chasse tirés possiblement par le Mat, il survivra. Le mobile de la tentative de meurtre n'est pas bien défini. Peut-être que ce dernier refusait de se soumettre au racket de 500 000 nouveaux francs imposé par les Trois Canards, ou bien était-ce un contrat de son rival Marcel Francisci.
La Bande des Trois Canards se sépare vers 1965. Le 23 juin 1967, Antoine Guérini est assassiné, sûrement par le Mat pour le compte de Tany Zampa, qui est toujours son patron. Cet acte est largement soutenu par une grande partie du Milieu, qui n'a pas accepté l'assassinat de Robert Blémant le 15 mai 1965 par le clan Guérini, sur ordre d'Antoine. La vieille génération laisse place à la nouvelle. En cheville avec un troisième homme, Francis Vanverberghe dit « Francis le Belge », ils partent à l'assaut de l'empire Guérini. Des boîtes et établissements de nuit sont à reprendre à Paris et Marseille, c'est ainsi qu'Imbert se retrouve, entre autres, propriétaire d'un bar à hôtesses de luxe, Le First, rue François 1er dans le 8e arrondissement à Paris.
En 1968, le Mat est fiché au grand banditisme sous le matricule 909/68. L'entente cordiale des trois ne dure pas, Tany et « le Belge » se déclarent une guerre ouverte. Imbert préfère prendre le large.

### Jacques Imbert dans le monde hippique et le show-business
La même année, il change d'orientation pour devenir entraîneur hippique. Il est responsable des chevaux du maître incontesté du trot attelé des années 1970, Pierre-Désiré Allaire, qui connaîtra des ennuis d'ordre judiciaire. Il fonde le haras du Rousset avec Alain Delon et Mireille Darc au Puy-Sainte-Réparade, près d'Aix-en-Provence,. L'acteur, sur les conseils de son mentor, se porte acquéreur d'une quinzaine de pur-sang avec Pierre-Désiré Allaire comme copropriétaire et Imbert comme entraîneur. Alain Delon et Jacky ont été présentés par Bimbo Roche, un lieutenant de Jean-Dominique Fratoni et de Tany Zampa. Jacky a l'habitude de fréquenter L'Ascenseur, une discothèque très en vue à l'époque à Marseille, sur la place Thiars, tenue par Monique Sessler. En 1973, à l'époque du tournage de Borsalino and Co. par Jacques Deray, Alain Delon s'assoit souvent à la même table que Jacques Imbert. Jacky suit avec assiduité les prises de vues, à tel point que certains pensent avoir vu Imbert à l'écran, ce à quoi l'intéressé répond ironiquement : « Figurant, moi ? J'aurais bien pu figurer au générique... mais comme producteur. ».
Il poursuit cependant sa carrière hippique, devenant driver de sulky en trot attelé avec un palmarès de 29 victoires. Imbert gagne notamment le prestigieux Prix de la Côte d'Azur et devient même champion de France en 1973. Mais un nouveau scandale éclate. Le 9 décembre 1973, à Auteuil, un groupe de parieurs a misé dans le prix de Bride Abattue sur la combinaison 3 , 1 et 24 trois semi-tocards. Les chevaux Toulois, Right Ho et Bodensee, soit le 3, le 1 et le 14,  composent le tiercé gagnant. Les parieurs rempochent néanmoins une somme colossale, de cinq millions et demi de francs (soit près de 5 500 000 € en 2020). Parmi les gagnants, qui sont au nombre de 22, Jacques Imbert et le futur parrain de Toulon, Jean-Louis Fargette. 
Cependant, la fréquence de leurs paris et l'addition des mises plus les indiscrétions ont attiré l'attention sur eux. Résultat, 14 jockeys complaisants sont inquiétés, dont Pierre Costes, Cravache d'or 1973. Le propre fils de Jacky, Jean-Louis Imbert, jockey, est radié à vie. Imbert subira le même sort quelques années plus tard. Sa fiche d'interdiction, qui porte le numéro C.75.46, prend effet le 24 mai 1977. Elle le fait renvoyer du monde hippique, avec une interdiction formelle et à vie d'approcher d'un champ de courses. Sans effet notoire, car les tribunes du Parc Borély se sont vues honorées de sa présence après sa tentative d'assassinat en 1977. Selon l'enquête, il s'avère que le Milieu avait mis la main sur l'inventeur d'une formule mathématique basée sur les probabilités pour parier. 
Parallèlement, Imbert évolue, toujours dans le sillage d'Alain Delon, en marge du show-business.

### Rivalité avec le clanZampa: la guerre de cent ans du milieu marseillais
Après cette parenthèse de quelques années, le Mat revient aux affaires. Il devient de plus en plus indépendant vis-à-vis de Tany Zampa, véritable et unique parrain de Marseille, notamment au niveau du racket. Imbert s'éloigne de Tany mais ne cesse de faire augmenter son capital, le premier s'associant au monde gitan, le second s'ouvrant au monde des cités marseillaises pour développer leurs trafics. Jusqu'à un litige, en 1977, quand le clan du Mat rackette le même client que le clan Zampa, pour un montant de 8 millions de francs. Il semblerait que Zampa n'ait pas supporté que l'un de ses amis, un Arménien qui protégeait un homme d'affaires, Sammy Flatto, se soit fait « casser la baraque » par un concurrent qu'il désigne comme étant « le Mat ». Il fallait en avoir le cœur net. Sommé de s'expliquer sur cette ténébreuse affaire, Imbert aurait préféré prendre le large en voyant qu'on avait érigé une sorte de tribunal contre lui, dont le verdict risquait de lui être défavorable. D'autant qu'Imbert et Zampa, comme d'autres du Milieu de l'époque, s'opposent pour le contrôle des casinos de Nice. Mais la sentence ne se fait pas attendre.
Le 1er février 1977, vers vingt heures, Jacques Imbert est laissé pour mort sur le parking de sa résidence Les Trois Caravelles, à Cassis (Bouches-du-Rhône), après avoir été criblé de balles par 3 hommes,. À ce sujet, il déclare :
« C'était le 1er février, le soir. J'étais allé faire une belote et je rentrais chez moi, à Cassis. J'ai garé la voiture, une BMW orange qu'on m'avait prêtée, sur le parking de la résidence. Au moment où j'ai ouvert la portière, ils ont commencé à tirer. C'est là où ils ont fait une erreur. Quand on veut descendre quelqu'un, on attend qu'il soit sorti de la voiture... Ils étaient trois, avec des cagoules. L'un des types s'est approché pour m'achever, tout près, il a braqué son fusil vers moi. Je me suis jeté en arrière pour l'éviter, et en levant la jambe, j'ai dévié la trajectoire de l'arme. Il a voulu recharger mais là, le fusil s'est enrayé et ils se sont enfuis. »
Il se pourrait que les trois hommes sous les cagoules soient Tany Zampa, Gaby Reggazy et Bimbo Roche. Au moment de l'achever, l'un d'eux, supposément Zampa, lance : « Une salope pareille ne vaut pas le coup de grâce, laisse-le crever comme un chien ». Véritable miraculé, le Mat survivra. À l'hôpital de la Timone à Marseille, les médecins lui retireront 22 projectiles (7 balles de 11.43 et 15 plombs de chevrotine). De cette agression, il restera handicapé de la main droite et perdra son œil droit. Plus tard, Le Monde écrira à ce sujet : « Rien de grave, il apprit à tirer de la gauche ».
Durant ses trois mois de rétablissement, où il change de chambre tous les jours, il est supposé mettre au point sa vengeance dans ce qui deviendra selon la police « La Guerre de cent ans du milieu marseillais ». Des rumeurs circulent à ce sujet, Jacques Imbert déclare en 1993 au journaliste Hervé Gattegno du Nouvel Observateur : « Je crois en la justice divine. Je n'ai jamais su qui étaient ceux qui m'ont tiré dessus, mais la rumeur a désigné des coupables. Ils sont morts quelque temps plus tard ». Les hostilités commencent, le 3 mars 1977, avec l'assassinat de Gaby Reggazi, qui se rend sur la tombe de son fils tué dans un accident de moto. Le 4, c'est un proche du Mat qui tombe. Le 30 juillet, Bimbo Roche meurt, abattu au volant de sa Mercedes sur la Corniche. Il est suivi de Jean-Claude Regazzi, neveu de Gaby, assassiné de 30 balles de mitraillette. En novembre 1977, le Mat est arrêté par la police à proximité du domicile de Tany Zampa. Il est condamné à 18 mois et incarcéré durant 6 mois pour port d'armes prohibées. Durant son incarcération, 8 hommes des deux clans mourront, dont Serge Cassone, fils spirituel de Jacky et frère de Roland Cassone, ainsi que Jean-René Reggazi. À sa sortie de prison, il investit dans l'immobilier dans les Caraïbes, en Floride et en Italie. Membre du Yacht-Club de France, il s'essaiera au Yachting avec l'achat d'un voilier, « Le Kallisté ». Durant les années 1980, il participe à plusieurs régates
En juillet 1984, Tany Zampa, incarcéré, se suicide. Le Mat, de crainte que le clan déchu de Zampa et ses lieutenants ne cherchent à récupérer leur puissance perdue, va s'allier pour l'occasion avec Francis le Belge et Roland Cassone, décidant de les éliminer l'un après l'autre. Entre 1984 et 1986, cette guerre fera plus de 50 morts et entre avril 1985 et février 1987, une douzaine d'ex-lieutenants de Zampa tomberont, le dernier étant Gérard Vigier, assassiné à Toulouse. Le reste du Milieu reste à l'écart de ce nettoyage méthodique.

### Le Mat: une vie plus paisible mais des mises en accusation

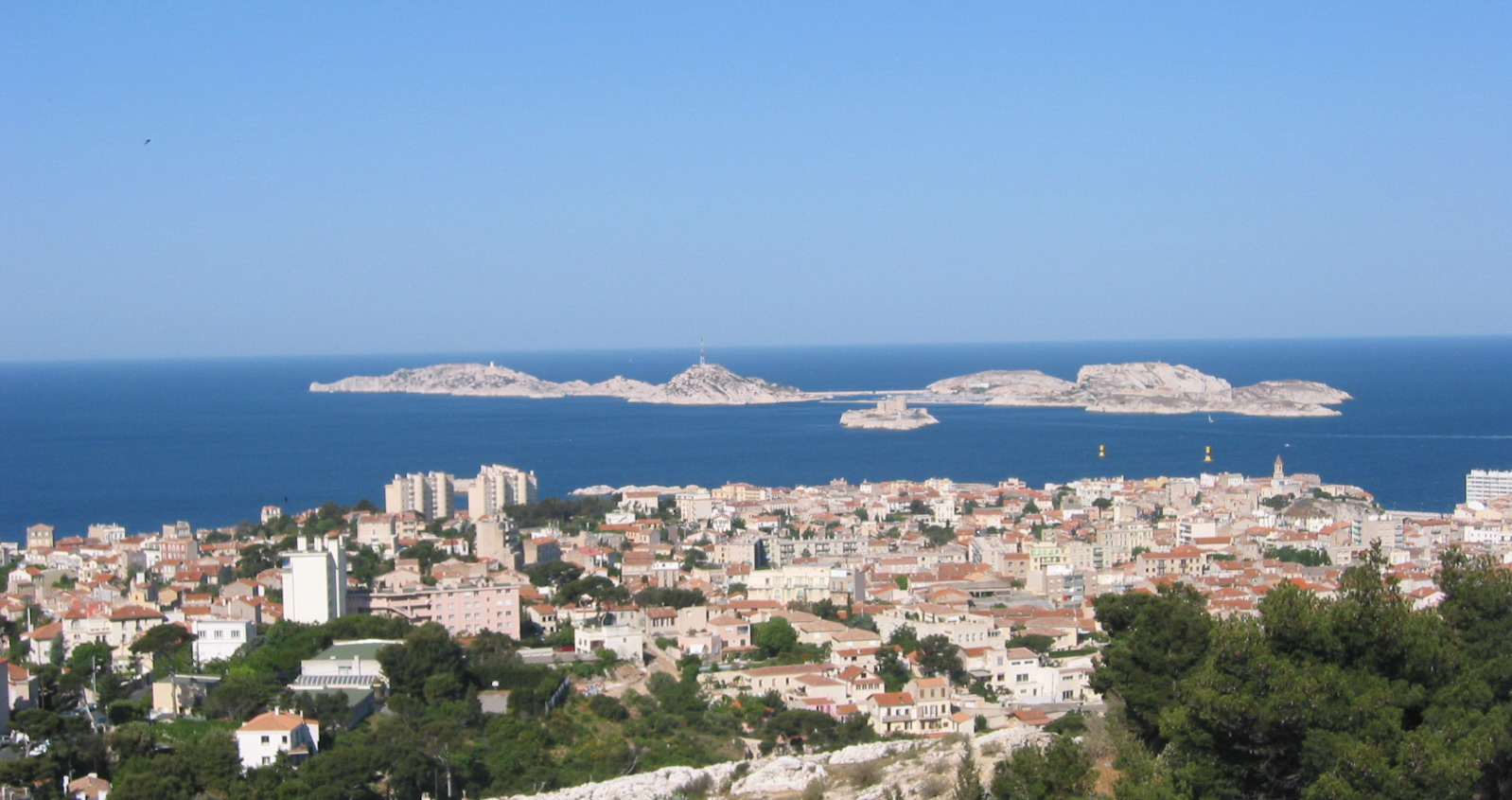
Les îles du Frioul.

Après cette période mouvementée, Jacques Imbert semble mener une vie rangée entre Paris et Marseille. Son lieu de résidence principal à cette époque est Neuilly-sur-Seine. Soupçonné d'être impliqué dans une série de cambriolages de palaces et de villas de luxe sur la Côte d’Azur en 1981, dont le pillage de coffres d'un palace cannois en avril 1980 pour un montant de douze millions de francs, il est relâché au bout de trois mois, faute d’éléments probants. 
En 1984, quinquagénaire, il devient conseiller en relations publiques du Bus Palladium, une célèbre discothèque parisienne tenue par son ami franco-russe Richard Erman. Mais en 1991, une enquête fiscale révèle un détournement de 35 millions de francs dans la comptabilité de la boîte. Richard Erman doit s'enfuir en Amérique de Sud. Imbert, quant à lui, n'y travaille plus, il est employé d'une bijouterie de luxe de la Place Vendôme. Il est cependant condamné pour usage de fausses fiches de paie. Il est par ailleurs directeur artistique d'une boîte parisienne très en vogue vers la fin des années 1970, début 1980, Le Palace.
Après s'être réinstallé sur la Côte d'Azur, il revient définitivement dans la cité phocéenne. Il reprend un petit chantier naval sur l'Archipel du Frioul. 
En 1990, il est mis en cause dans l'affaire dite « des Cliniques marseillaises » qui s'est soldée par deux meurtres, celui en février 1988 de Léonce Mout, directeur de clinique, et celui en janvier 1990 de Jean-Jacques Peschard, conseiller municipal. La police croit identifier le commanditaire présumé en la personne de Jean Chouraqui, directeur de clinique, mais ce dernier sera blanchi par la Cour d'Assises des Bouches-du-Rhône en décembre 1994. Quant à Jacky Imbert, il ne fait finalement l'objet d'aucune poursuite judiciaire.
Deux ans après cette affaire, en 1992, le Mat est accusé dans une vieille affaire à Genève, impliquant le milieu nantais. Puis il est placé en détention provisoire durant 19 mois, de novembre 1993 à juin 1995, dans l'affaire dite de « la Bande de l'Opéra » mêlant vols à mains armés et assassinats. Mais il est en revanche mis hors de cause pour la sanglante épopée dite de « la Guerre des boîtes » qui dura de 1989 à 1994, où la justice le soupçonnait d'avoir prêté main-forte à son ami Francis le Belge. Pour l'anecdote, durant son incarcération, il avait placé un écriteau « Ne pas déranger » sur la porte de sa cellule. L'affaire de la « Guerre des boîtes » est classée en 2008.
En 1993, il déclare au Nouvel Observateur au sujet de cet épisode : « Les flics sont toujours venus me chercher pour des coups que je n'avais pas faits. Pour ceux que j'ai faits, je n'ai jamais vu personne. »
Apparemment rangé, il est marié à une trentenaire, Christine. En dehors de son activité navale, ses principaux loisirs sont la belote dans le quartier de l'Opéra et l'opéra, le vrai, passion de son père. Sa femme distribue la marque Le Matou, au 16 rue Glandevès à Marseille, une ligne de vêtements inspirée de la vie rocambolesque de son mari.

### Années 2000
En 2000, à 70 ans, il fait la Une des journaux lorsqu'un des voisins du chantier naval du Frioul, patron de la société de Frioul Plaisance, est tué à coups de couteau à côté de son entreprise, sans suite. Détenu depuis octobre 2003, Imbert est par ailleurs jugé le 14 décembre 2004 devant le tribunal correctionnel pour un projet de trafic présumé de cigarettes avec la mafia russe par l'intermédiaire de Richard Erman, patron de discothèque,. Quatre autres personnes sont inculpées dans cette affaire : Sauveur Ruellou, Marcel Ballestracci, Antoine Ballestracci et Alexander Mirlas. Pour ces faits, il est d'abord condamné à quatre ans de prison, en première instance. Incarcéré à Luynes, il est accueilli de manière triomphale par les autres détenus. Mais en avril 2005, le procès en appel débouche sur un non-lieu, faute d'éléments, et il est relâché. Le projet, complexe, était d'importer du tabac des Pays-Bas et de le rouler avec des machines, venues de Russie, dans un local installé dans la zone industrielle de Gignac-la-Nerthe. Puis une fois roulées et conditionnées, les cigarettes devaient être transportées dans cinq camions réfrigérants, volés en Allemagne, pour être convoyées en Grande-Bretagne.
Disculpé pour le trafic de cigarettes, Jacky le Mat est condamné, le 15 juin 2006, à quatre ans de prison ferme par le tribunal correctionnel de Marseille pour une extorsion de 540 000 francs (83 000 euros) au marchand de biens parisien Pierre Ossana, ainsi que d'autres extorsions contre des gérants d'établissements de nuit, toutes commises de 1992 à 1993. Mais le 14 janvier 2008, il est finalement condamné à deux ans de prison en appel, la plupart des charges retenues contre lui étant abandonnées. Il ne sera condamné que pour une extorsion de fonds contre le propriétaire de la discothèque parisienne La Place. Ayant fait 18 mois de préventive, il ne retournera pas en prison.
À noter que c'est la seule condamnation inscrite à son casier judiciaire du fait des prescriptions extinctives et autres amnisties présidentielles. À ce sujet, son avocate évoque un dossier de « rumeurs ». Jacques Imbert, souhaitant faire table rase du passé, déclare : « Ne me parlez plus de Jacky le Mat, moi c'est Jacques Imbert ».
Il aura fait en tout sept ans et neuf mois de prison, ce qui peut paraître peu au regard d'un tel parcours de vie.

### Années 2010
En 2014, il se serait exilé dans un trois-pièces à Marrakech au Maroc avec sa femme, Christine. Il passe une retraite dorée. Il a ses habitudes dans des établissements huppés de la ville, dont notamment Le Monte Cristo. Son épouse a ouvert un salon d'esthétique avenue Mohammed V. De retour de son exil marocain, il réside dans la maison de sa femme à Fuveau.

### Mort
Jacky Imbert meurt le 11 novembre 2019 à l'hôpital d'Aix-en-Provence.

### Vie privée
Jacques Imbert a été marié quatre fois. En 2001, il rencontre Christine, qui devient sa quatrième épouse le 6 septembre 2003. Ils ont ensemble un enfant, Jack-Henry, né le 19 mai 2004. Il a deux autres enfants, Patricia et Jean-Louis, jockey de profession, mais radié en 1973 à la suite du scandale des paris truqués au prix Bride Abattue. Ce dernier s'est installé à Palavas-les-Flots et s'est reconverti dans la restauration. Jacques Imbert était par ailleurs un passionné d'opéra.

## Anecdotes
La vie quelque peu mouvementée de Jacques Imbert inspire les écrivains et les réalisateurs. 
Il fait l'objet d'un documentaire, en 2008, intitulé Les Parrains de la côte dont une partie relate sa vie : « Le mythe ou le Mat »,.
Jacques Imbert inspire aussi les écrivains, dont Franz-Olivier Giesbert qui lui consacre deux livres, L'Immortel en 2007, et Le lessiveur en 2009. Luc Besson achète les droits de L'Immortel pour en faire un film. Ce sera L'Immortel, réalisé par Richard Berry, avec Jean Reno dans le rôle de Jacques Imbert, sorti en 2010,,. Préférant rester discret devant cette notoriété trop publique, Jacques Imbert n'accorde aucune interview aux journalistes.
En 2014, le film La French de Cédric Jimenez, raconte la rivalité entre Tany Zampa et le juge Pierre Michel.  Dans un rôle secondaire, Benoît Magimel tient le rôle du « fou », inspiré de Jacky Imbert.